# Paradise Lost: The Child Murders at Robin Hood Hills
Paradise Lost: The Child Murders at Robin Hood Hills es un documental estadounidense de 1996 dirigido por Joe Berlinger y Bruce Sinofsky, que narra los juicios llevados contra tres adolescentes acusados de asesinar y mutilar a tres niños de la localidad de West Memphis (Arkansas). El documental tuvo dos secuelas: Paradise Lost 2: Revelations y Paradise Lost 3: Purgatory.

## Descripción
En 1993 fueron encontrados los cadáveres desnudos de tres niños en un bosque conocido como Robin Hood Hills, en la ciudad de West Memphis (Arkansas). Sus nombres eran Christopher Byers, Michael Moore y Stevie Branch, y tenían ocho años de edad al momento de su muerte. La policía asoció los asesinatos al resultado de un ritual satánico. Con el pasar del tiempo fueron arrestados tres jóvenes, Damien Echols, Jason Baldwin, y Jessie Misskelley, luego que el último confesara a la policía que eran los responsables del crimen.
El documental comienza a registrar los hechos posteriores al arresto de los adolescentes, centrándose en los juicios llevados en su contra. Además de grabar las audiencias del tribunal, los documentalistas entrevistaron tanto a las familias de las víctimas como a las de los acusados, al igual que algunos miembros de la policía y a los abogados involucrados en el caso. Mientras la policía y las familias de las víctimas creen que los acusados son los culpables, las familias de éstos alegan inocencia. Se llevaron a cabo dos juicios, uno contra Misskelley y otro contra Echols y Baldwin.
Durante el primero de los juicios, llevado contra Misskelley, la prueba más importante de la fiscalía fue la grabación de la confesión que el joven dio ante la policía, en la cual relataba haber estado presente en el bosque cuando se cometieron los asesinatos. Sin embargo, la defensa argumentó que la confesión del joven, tras 12 horas de interrogatorio, se logró a través de coerción, existiendo además ciertas contradicciones en los datos que otorgó a la policía. El abogado de Misskelley argumentó, entre otras cosas, que el coeficiente intelectual de su cliente era bajo, lo cual lo hacía más influenciable. Además, sostuvo que solo una porción de la confesión se encontraba registrada, lo que correspondía solo a las últimas horas que pasó en la estación de policías. Tras la deliberación del jurado, el joven es condenado a cadena perpetua.
La segunda parte del filme registra el juicio contra Echols y Baldwin. Uno de los argumentos de la fiscalía fue el tratar de vincular a Echols con prácticas de ocultismo, específicamente con el satanismo. Sin embargo, el joven explica en juicio que practica la religión Wicca, que no es lo mismo. Otra de las pruebas es un cuchillo que fue encontrado en un lago ubicado cerca de la casa de Baldwin.
Mientras estaban filmando el documental, los directores recibieron por parte de John Mark Byers, padrastro de una de las víctimas, una navaja. Los documentalistas examinaron la navaja y encontraron rastros de sangre, por lo que la entregaron a la policía. Tras unos exámenes, se descubrió que el ADN era similar al de John Mark Byers y al de su propio hijo, pero dado que no se pudo determinar a cuál de los dos correspondía, no influyó en el resultado del juicio.
Tras la deliberación del jurado, Echols fue condenado a la pena de muerte, mientras que Baldwin a cadena perpetua. Al final del documental se informa que ambos apelaron a la sentencia.

## Producción
La banda de heavy metal Metallica autorizó el uso de algunas de sus canciones en el documental, lo cual significó la primera vez que sus canciones fueran incluidas en una película. Casi una década después, los directores del filme hicieron Some Kind of Monster, un documental sobre la banda.

## Recepción
Paradise Lost recibió en general una respuesta positiva por parte de la crítica cinematográfica. El documental posee un 96% de comentarios "frescos" en el sitio web Rotten Tomatoes, basado en un total de 25 críticas. Roger Ebert del periódico Chicago Sun-Times le otorgó la calificación máxima al documental y escribió: "La película crea un vivo retrato de una subcultura en la que Satanás es una figura central. ¿Dónde Damien, Jason y Jesse oyeron hablar de rituales satánicos? Pareciera que en mayor parte en la iglesia. Algunos miembros de esta comunidad parecen requerir el satanismo como parte de su visión del mundo; se apoderan del diablo para explicar lo que les asusta". Jonathan Rosenbaum describió al documental como un trabajo "fascinante, revelador, y profundamente inquietante", aunque reparó en que tenía imperfecciones.